# Amrum (film)
Amrum è un film del 2025 diretto da Fatih Akın.

## Trama
Sull'isola di Amrum, durante gli ultimi giorni della seconda guerra mondiale che ne ha finora risparmiato gli abitanti, il dodicenne Nanning scopre un oscuro segreto.

## Produzione
Il film originariamente avrebbe dovuto essere diretto da Hark Bohm, che ne aveva scritto la sceneggiatura insieme ad Akın ispirandosi alla propria infanzia sull'isola di Amrum, prima di dover rinunciare alla regia per ragioni di salute. È stato girato ad Amburgo, Amrum e in Danimarca.

## Promozione
Il teaser trailer del film è stato diffuso online il 7 maggio 2025.

## Distribuzione
Il film è stato presentato in anteprima il 15 maggio 2025 al 78º Festival di Cannes. Sarà poi distribuito nelle sale cinematografiche tedesche a partire dal 25 settembre 2025.